# Corrado Corradino
Corrado Corradino, anche noto, per eufonia, come Corradino Corrado (Torino, 1º gennaio 1852 – Torino, 9 luglio 1923), è stato un poeta, critico letterario, storico, docente, giornalista e dirigente sportivo italiano.

## Biografia
La prima istruzione di Corrado Corradino si è svolta fra Mondovì e Torino. Dopo una parentesi presso la Facoltà di Medicina e Chirurgia dell'Università degli Studi di Torino, s'iscrisse, nel medesimo ateneo, a quella di Lettere, dove è stato allievo di Arturo Graf. Le sue prime produzioni poetiche, pubblicate sul periodico letterario cremonese «Il Preludio», fondato da Arcangelo Ghisleri, hanno avuto il riconoscimento di Giosuè Carducci, cui del resto Corradino stilisticamente ha tratto ispirazione.
All'inizio degli anni Ottanta, interessatosi prevalentemente alla critica letteraria, ha ottenuto la libera docenza di letteratura italiana, insegnando al Politecnico federale di Zurigo e, una volta rientrato a Torino, nel liceo Gioberti prima, presso l'Accademia Albertina di Belle Arti poi.
I componimenti poetici successivi, spogliatisi dell'iniziale adesione alla scapigliatura, rappresentano l'esito di lunghe riflessioni di ordine filosofico e religioso. Ha scritto anche opere di manualistica storica, più volte ristampate, così come il trattato Dell'arte dello scrivere, che ha conosciuto 15 edizioni sino al 1929.

### Presidente della Juventus
Fu attivo membro del Foot-Ball Club Juventus, di cui compose nel 1915 il primo inno ufficiale del club il quale verrà cantato dai giocatori durante le partite casalinghe allo Stadio Comunale tra il 1963 e 1972. Tale inno fu pubblicato nel libro-LP Juventus primo amore. Storia sportiva e romantica della Juventus (1972), a cura del giornalista Sandro Ciotti con la collaborazione dei suoi colleghi Enrico Ameri e Bruno Mobrici.
Corradino è conosciuto nella storia della Vecchia Signora anche come uno dei creatori della prima rivista interamente dedicata al club bianconero, ovvero Hurrà Juventus, mensile uscito per la prima volta il 10 giugno 1915. Fu Presidente del club tra il 1916 e il 1920 succedendo al triumvirato composto nel 1915 da Armano, Zambelli e Nizza. Nel numero di Hurrà Juventus del giugno-luglio 1923 compare un ricordo di Corradino.

## Opere principali

### Poetiche
- Primi versi, Casanova, Torino 1878.
- Su pel calvario, Casanova, Torino 1889.
- Amore montanino, La Letteratura, Torino 1890.
- La buona novella: 24 canti, Fratelli Treves, Milano 1926.
- Le colonne di Santo Spirito, Casanova, Torino 1915.
- Poesie scelte fra le edite e le inedite, ed. postuma, Casanova, Torino 1937.

### Storiche e letterarie
- Poeti contemporanei: Prati, Aleardi, Carducci, Praga, Giacosa, Casanova, Torino 1879.
- Il secentismo e l'Adone del cavaliere Marino. Considerazioni critiche, Casanova, Torino 1880.
- Storia d'Italia del Medio evo (476-1492), Casanova, Torino 1885
- Storia d'Italia dei tempi moderni (1495-1870), Casanova, Torino 1888 (II ed.)
- La storia d'Italia per via di racconti e biografie, 3 voll., Casanova Edit., Torino 1891 e succ..
- I canti dei goliardi o studenti vaganti nel Medioevo. Versione poetica e studio storico, Roux, Torino 1892 (rist. A. Mondadori 1928).
- Dell'arte dello scrivere, 2 voll., Casanova Edit., Torino 1897-98 e succ..
- In morte di Edmondo de Amicis, Casanova, Torino 1909.
- Arturo Graf, in «Nuova Antologia», 1º giugno 1914.